# Toni Claar-Eibenschütz
Toni Claar-Eibenschütz, geborene Antonia Eibenschütz (28. Juni 1866 in Frankfurt am Main – 1946 in Gmunden) war eine österreichische Theaterschauspielerin und Opernsängerin.

## Leben
Claar-Eibenschütz, die Tochter von Karl Friedrich Eibenschütz (1829–1874), österreichischer Opernsänger (Bariton), und der Adele Eibenschütz, geb. Marochetti (1833–1893), Kammersängerin, fand, nachdem sie als Schülerin von Benno Stolzenberg das Konservatorium in Köln besucht hatte, 1890 Engagement in Regensburg (erste Rolle „Siebel“ im Faust), wirkte von 1892 bis 1894 in Bielitz und Franzensbad, von 1895 bis 1897 in Salzburg, Karlsbad, Bad Ischl und trat 1898 in den Verband des Landestheaters Linz, das ihr Mann Hans Claar leitete.
Sie gehörte zu den wertvollsten Kräften des Linzer Ensemble, man bezeichnete sie als die bis dahin beste Operettensängerin aus Linz.
Dort wirkte sie bis 1902 sowohl in der Oper als auch Operettenpartie. Anschließend gastierte sie dort bis etwa 1905.
Hauptsächlich sang sie aus dem Soubrettenfach wie die „Marie“ in der Regimentstochter, das „Ännchen“ im Freischütz, die „Rosalinde“ und die „Adele“ in der Fledermaus, die „Marie“ im Waffenschmied, die „Zerline“ im Don Giovanni und die „Schöne Helena“ von Offenbach.
Nach dem Tod ihres Mannes leitete sie das Gmundner Theater-Kino.